# Fischer (företag)
Fischer är en österrikisk tillverkare av skidutrustning (både alpin och för längdåkning), racketar för tennis och squash samt hockeyklubbor. Bolagets högkvarter ligger i Ried im Innkreis, Österrike.

## Bolagsstruktur
Fischer förenar flera företag under ett tak:
- Fischer + Löffler Deutschland GmbH (GER)
- Fischer Ltd. (RUS)
- Fischer Mukatschewo (UKR)
- Fischer Skis US, LLC (USA)
- Fischer Footwear SRL, Montebelluna (ITA)
- Fischer France SARL (FRA)

## Historik
Fischer grundades 1924 av Josef Fischer Senior. Företaget tillverkade vagnar, slädar och skidor av trä. Alla skidor var handgjorda, varenda en unikat. När Fischer ville expandera, konstruerade han de flesta maskiner själv.
Serietillverkning av skidor påbörjades 1936. Man började separera arbetsstegen varför det var möjligt att producera fler skidor på kort tid. 1938 skickade Fischer 2000 skidor åt USA. Emellertid kunde man inte hålla kontakten när andra världskriget bröt ut.
Efter en brand i Fischer-fabriksanläggningen byggde man en ny anläggning på 8000 m². Vid det laget exporterade Fischer redan en fjärdedel av hela sin produktion. USA och Tyskland blev de viktigaste utländska marknaderna. 1958 skissade Rudolf Ferch ett logo för Fischer. Man känner det än idag som Fischertriangeln. Efter Josef Fischer Seniors död 1959 tog hans barn över bolaget.
1965 började man att använda glasfiber tillsammans med trä i skidorna. Under 1970-talet var Fischer en av världens största tillverkare av skidutrustning och hade ett framgångsrikt samarbete med den österrikiske utförsåkaren Franz Klammer. 1974 började man att tillverka tennisracketar i en fabrik i Köln. Thomas Wassberg vann guld på ett par Fischerskidor i de olympiska vinterspelen 1980. 1988 togs en andra fabrik i bruk, belägen i Mukatjeve, Ukraina. 2003 utökades det alpina utbudet med bindningar och pjäxor under eget namn och man har ett komplett alpint sortiment. 2011 presenterade Fischer en världsnyhet: "VACUUM FIT"-pjäxor som var helt formanpassade efter åkarens fötter.
Företaget ägs fortfarande av grundarfamiljen Fischer.

## Idrottare
Fischer samarbetar med följande idrottare i nutiden:
| idrottare             | land      | gren                |
| --------------------- | --------- | ------------------- |
| Stina Nilsson         | Sverige   | Längdåkning         |
| Ivica Kostelić        | Kroatien  | Alpin skidsport     |
| Manfred Moelgg        | Italien   | Alpin skidsport     |
| Sandrine Aubert       | Frankrike | Alpin skidsport     |
| Denise Karbon         | Italien   | Alpin skidsport     |
| Tanja Poutiainen      | Finland   | Alpin skidsport     |
| Kaisa Mäkäräinen      | Finland   | Skidskytte          |
| Axel Naglich          | Österrike | Freeski             |
| Petter Northug        | Norge     | Längdåkning         |
| Dario Cologna         | Schweiz   | Längdåkning         |
| Marit Björgen         | Norge     | Längdåkning         |
| Tora Berger           | Norge     | Längdåkning         |
| Gregor Schlierenzauer | Österrike | Backhoppning        |
| Eric Frenzel          | Tyskland  | Nordisk kombination |

Fischer samarbetade med följande idrottare i dåtiden :
| idrottare               | land      | gren            |
| ----------------------- | --------- | --------------- |
| Bjørn Dæhlie            | Norge     | Längdåkning     |
| Vegard Ulvang           | Norge     | Längdåkning     |
| Simone Hauswald         | Tyskland  | Skidskytte      |
| Magdalena Neuner        | Tyskland  | Skidskytte      |
| Bente Skari (Martinsen) | Norge     | Längdåkning     |
| Magdalena Forsberg      | Sverige   | Skidskytte      |
| Jelena Välbe            | Ryssland  | Längdåkning     |
| Sven Fischer            | Tyskland  | Skidskytte      |
| Thomas Wassberg         | Sverige   | Längdåkning     |
| Adam Malysz             | Polen     | Backhoppning    |
| Andreas Goldberger      | Österrike | Backhoppning    |
| Franz Klammer           | Österrike | Alpin skidsport |
| Isolde Kostner          | Italien   | Alpin skidsport |
| Mario Matt              | Österrike | Alpin skidsport |
| Kathrin Hölzl           | Tyskland  | Alpin skidsport |
| Harti Weirather         | Österrike | Alpin skidsport |
| Thomas Stangassinger    | Österrike | Alpin skidsport |